# Moadon Kaduregel Hapoel Ashkelon
Il Moadon Kaduregel Hapoel Ashkelon (in ebraico מועדון כדורגל הפועל אשקלון‎?), noto semplicemente come Hapoel Ashkelon, è stata una società calcistica israeliana con sede ad Ascalona.

## Rosa 2017-2018
| N. |                    | Ruolo | Calciatore          |
| -- | ------------------ | ----- | ------------------- |
| 1  | Nigeria (bandiera) | P     | Dele Aiyenugba      |
| 2  | Israele (bandiera) | D     | Gal Azulay          |
| 3  | Israele (bandiera) | D     | Ohad Atia           |
| 5  | Serbia (bandiera)  | D     | Branislav Jovanović |
| 6  | Croazia (bandiera) | C     | Mirko Oremuš        |
| 7  | Israele (bandiera) | C     | Oz Raly             |
| 8  | Israele (bandiera) | C     | Ramzi Safouri       |
| 9  | Nigeria (bandiera) | A     | Goodness Ajayi      |
| 10 | Serbia (bandiera)  | C     | Milan Smiljanić     |
| 11 | Israele (bandiera) | C     | Tal Ayala           |
| 14 | Israele (bandiera) | A     | Sharon Goramzano    |
| 15 | Israele (bandiera) | D     | Elad Gabai          |
| 16 | Francia (bandiera) | C     | Rudy Haddad         |

| N. |                    | Ruolo | Calciatore        |
| -- | ------------------ | ----- | ----------------- |
| 18 | Israele (bandiera) | C     | Moshe Lugasi      |
| 20 | Croazia (bandiera) | C     | Josip Ivančić     |
| 21 | Israele (bandiera) | D     | Oded Gavish       |
| 22 | Israele (bandiera) | P     | Lior Hidrian      |
| 23 | Israele (bandiera) | C     | Oriel Pinia       |
| 24 | Israele (bandiera) | C     | Yarden Abuhetsera |
| 25 | Israele (bandiera) | D     | Avi Malka         |
| 26 | Israele (bandiera) | D     | Shai Haddad       |
| 33 | Israele (bandiera) | D     | Tal Machlof       |
| 77 | Israele (bandiera) | C     | Sean Malcha       |
| 91 | Israele (bandiera) | C     | Sa'ar Benbenishti |
|    | Israele (bandiera) | P     | Yair Hadar        |

## Rosa 2016-2017
| N. |                      | Ruolo | Calciatore        |
| -- | -------------------- | ----- | ----------------- |
| 3  | Israele (bandiera)   | D     | Haim Itzerin      |
| 5  | Ucraina (bandiera)   | D     | Andrij Miszczenko |
| 7  | Israele (bandiera)   | C     | Tomer Swisa       |
| 8  | Israele (bandiera)   | D     | Yossi Amar        |
| 9  | Israele (bandiera)   | C     | Asi Buzaglo       |
| 10 | Israele (bandiera)   | C     | Baruch Dego       |
| 11 | Israele (bandiera)   | A     | Nevo Mizrahi      |
| 14 | Israele (bandiera)   | C     | Reef Messika      |
| 16 | Francia (bandiera)   | C     | Rudy Haddad       |
| 18 | Israele (bandiera)   | C     | Moshe Lugasi      |
| 20 | Argentina (bandiera) | C     | Pedro Galván      |

| N. |                         | Ruolo | Calciatore         |
| -- | ----------------------- | ----- | ------------------ |
| 21 | Israele (bandiera)      | C     | Kobi Ben Hemo      |
| 22 | Israele (bandiera)      | P     | Lior Hidrian       |
| 24 | Israele (bandiera)      | C     | Yarden Abuhetsera  |
| 25 | Israele (bandiera)      | D     | Avi Malka          |
| 30 | Nigeria (bandiera)      | P     | Dele Aiyenugba     |
| 33 | Israele (bandiera)      | D     | Tal Machlof        |
| 37 | Burkina Faso (bandiera) | C     | Issoumaila Lingane |
| 40 | Israele (bandiera)      | A     | Matan Hozez        |
| 42 | Israele (bandiera)      | D     | Snir Mishan        |
| 91 | Israele (bandiera)      | C     | Raz Meir           |

## Rosa 2015-2016
| N. |                        | Ruolo | Calciatore       |
| -- | ---------------------- | ----- | ---------------- |
| 1  | Israele (bandiera)     | P     | Galil Ben Shanan |
| 3  | Israele (bandiera)     | D     | Haim Itzerin     |
| 4  | Paesi Bassi (bandiera) | D     | Jürgen Colin     |
| 5  | Israele (bandiera)     | D     | Tal Machluf      |
| 6  | Israele (bandiera)     | C     | Or Allawa        |
| 7  | Israele (bandiera)     | C     | Nirel Mahfud     |
| 8  | Israele (bandiera)     | D     | Yossi Amar       |
| 9  | Israele (bandiera)     | C     | Asi Buzaglo      |
| 10 | Israele (bandiera)     | C     | Baruch Dego      |
| 11 | Israele (bandiera)     | A     | May Mazal        |
| 15 | Israele (bandiera)     | C     | Shay Revivo      |
| 16 | Francia (bandiera)     | C     | Rudy Haddad      |

| N. |                    | Ruolo | Calciatore       |
| -- | ------------------ | ----- | ---------------- |
| 18 | Israele (bandiera) | A     | Nir Nachum       |
| 20 | Israele (bandiera) | A     | Guy Galula       |
| 21 | Israele (bandiera) | C     | Kobi Ben Hemo    |
| 22 | Israele (bandiera) | P     | Lior Hidrian     |
| 23 | Israele (bandiera) | D     | Yair Azulay      |
| 24 | Israele (bandiera) | A     | Yarden Abuhazira |
| 25 | Israele (bandiera) | D     | Avi Malka        |
| 28 | Israele (bandiera) | C     | Yonathan Revivo  |
| 33 | Israele (bandiera) | D     | Ran Malka        |
| 90 | Israele (bandiera) | C     | Dan Mazal        |
|    | Israele (bandiera) | C     | Victor Aalov     |
|    | Curaçao (bandiera) | A     | Gianluca Maria   |

## Palmarès

### Competizioni nazionali
- Coppa di Lega israeliana: 1

1984-1985
- Liga Leumit: 1

1996-1997

### Altri piazzamenti
- Coppa d'Israele:

Finalista: 2006-2007
- Liga Leumit:

Secondo posto: 1998-1999, 2009-2010, 2015-2016